# Pedro I do Congo
Pedro I (1478 - 1566) foi o manicongo do Reino do Congo de 1543 até seu exílio em 1545. 

## Biografia
Pedro Ancanga a Amvemba foi filho de D. Alfonso I. Sucede-o ao trono em 1543, mas o reino é rapidamente disputado por D. Francisco (por vezes omitido das listas reais de manicongos), depois por D. Diogo, seu sobrinho, filho da sua irmã mais velha Anginga que se beseou nas tradições matrilineares dos congos como forma de reivindicar o trono. 
Pedro I é capturado pelos seus oponentes e refugiou-se numa igreja onde gozava do direito de asilo antes de se exilar com os portugueses. Ele tentou várias vezes recuperar o poder sob o reinado de Diogo I, mas apesar do apoio dos portugueses residentes no Congo, sempre falhou em suas investidas. 

A data de sua morte permanece desconhecida entre 1550 e 1566.